# Agatha Bârsescu
Agatha Bârsescu, conosciuta anche con il nome Agathe Barcesque (Bucarest, 9 settembre 1857 – Iași, 22 novembre 1939), è stata un'attrice teatrale, cantante lirica e insegnante rumena, conosciuta per le sue interpretazioni nelle tragedie greche.

## Biografia
Attrice e cantante, nacque a Bucarest a metà del XIX secolo in una famiglia di militari di carriera; suo padre era il colonnello Constantin Bârsescu, in buoni rapporti con la casa reale e suo zio era ministro di guerra. Passò parte dell'infanzia a Bârseşti, dove il padre era comandante della contingente di Râmnicu Vâlcea. Nelle biografie venne riportato 1867 come anno di nascita, anche se l'attrice non lo menziona nelle sue memorie:
(Agatha Bârsescu, memorie)
 A 8 anni, fu mandata dalla famiglia, insieme alla cugina, in un collegio di Sibiu - dove imparò il tedesco - e dopo a Vienna, in una scuola gestita dalle suore, „Ursulien Kloster” per poi rientrare in patria dove si iscrisse al Conservatorio di arte drammatica di Bucarest. Durante questo periodo ebbe una sostenitrice in regina Elisabetta, che, dopo aver assistito all'esibizione di Agatha in uno spettacolo di beneficenza, persuase la famiglia a mandare Agatha a Parigi per perfezionare gli studi di canto e dedicarsi completamente all'opera. Agatha non arrivò a destinazione. Nel 1878, durante il viaggio che la doveva portare nella capitale francese, fece ritorno in Austria e continuò la sua formazione musicale al Conservatorio di Vienna. 
Nel 1907 sposò l'attore Constantin Radovici (1864-1916) di cui si separò nel 1910.

## Carriera
Debuttò il 22 novembre 1883 al Burgtheater di Vienna. 
(Rivista ”Realitatea ilustrată”, da una pubblicazione viennese, 1931)
 Le critiche favorevoli e il successo della sua interpretazione le fece ottenere altri ruoli (Ofelia in Amleto, Desdemona in Otello, Margareta in Faust), un contratto a vita termine offerto dal teatro e il titolo di "Attrice di corte" assegnato per decreto imperiale (l'imperatore Francesco Giuseppe stesso veniva ad applaudirla). Seguirono i ruoli da protagonista in Medeea e Sapho, entrambe di Franz Grillparzer, Antigone di Sofocle, Maria Stuart di Schiller, la regina in Ruy Blas di Victor Hugo. 
Tra il 1883 e il 1890, partì per una tournée nei teatri d'Europa e America. Nel 1887 ritornò sullo stesso palcoscenico del debutto recitando nel ruolo di Antigone nell'opera Oedipus at Colonus al fianco di Emmerich Robert, con la regia di Adolf Wildbrandt. In quest'occasione, parlando di lei, il critico Ludwig Spiedel la chiamò la fortuna del Burgtheater. Dal 1890 recitò al Raimund Theater di Amburgo e al Volksoper di Vienna.
Nel 1912, con il nome Agathe Barcesque, interpretò il ruolo della badessa nel film muto tedesco, Das Mirakel (Il miracolo), coproduzione austro-tedesca. Il film, diretto in una prima fase da Max Reinhardt (che si ritirò dal progetto in seguito alle polemiche), e concluso sotto la direzione del regista francese Michel Carré, era la trasposizione cinematografica del romanzo Il miracolo di Karl Gustav Vollmöller. La pellicola, con musiche di Engelbert Humperdinck, fu girata nel Castello di Kreuzenstein e nella Cattedrale di Pechtoldsdorf a Vienna ed ebbe tra gli altri interpreti Maria Carmi nel ruolo della Madonna e Ernst Lubitsch.
Nel 1925 tornò definitivamente in Romania, stabilendosi a Iași, dove per quasi 15 anni insegnò al Conservatorio di arte drammatica. Apparve in modo sporadico sul palcoscenico del Teatro Nazionale nei ruoli che l'avevano consacrata.
Morì nel 1939. Fu sepolta nel cimitero Eternitatea a Iași. Sulla sua targa funebre è stata incisa la seguente iscrizione: Qui riposa la brillante attrice tragica, Agata Bârsescu, gloria della nazione rumena, che ha illustrato il teatro fino alla perfezione, nel paese e all'estero + il 22 novembre 1939.

## Filmografia
- Das Mirakel, film muto (1912)[16]